# Giovanni Spertini
Giovanni Spertini (Pavia, 26 gennaio 1821 – Milano, 13 febbraio 1895) è stato uno scultore e pittore italiano.
Riposa al Cimitero Monumentale di Milano.

## Opere
- Fanciulla intenta a scrivere, 1866, marmo; 122 x 60 x 80 cm; deposito Pinacoteca di Brera, 1902; oggi presso la Villa Reale di Milano. L'opera venne esposta  all'Esposizione di belle arti di Milano del 1872.[2]
- Bassorilievi di Giuseppe Mazzini, Giuseppe Garibaldi, Vittorio Emanuele II e Camillo Benso Conte di Cavour, 1884-1889, marmo; Palazzo Gallavresi, Caravaggio.

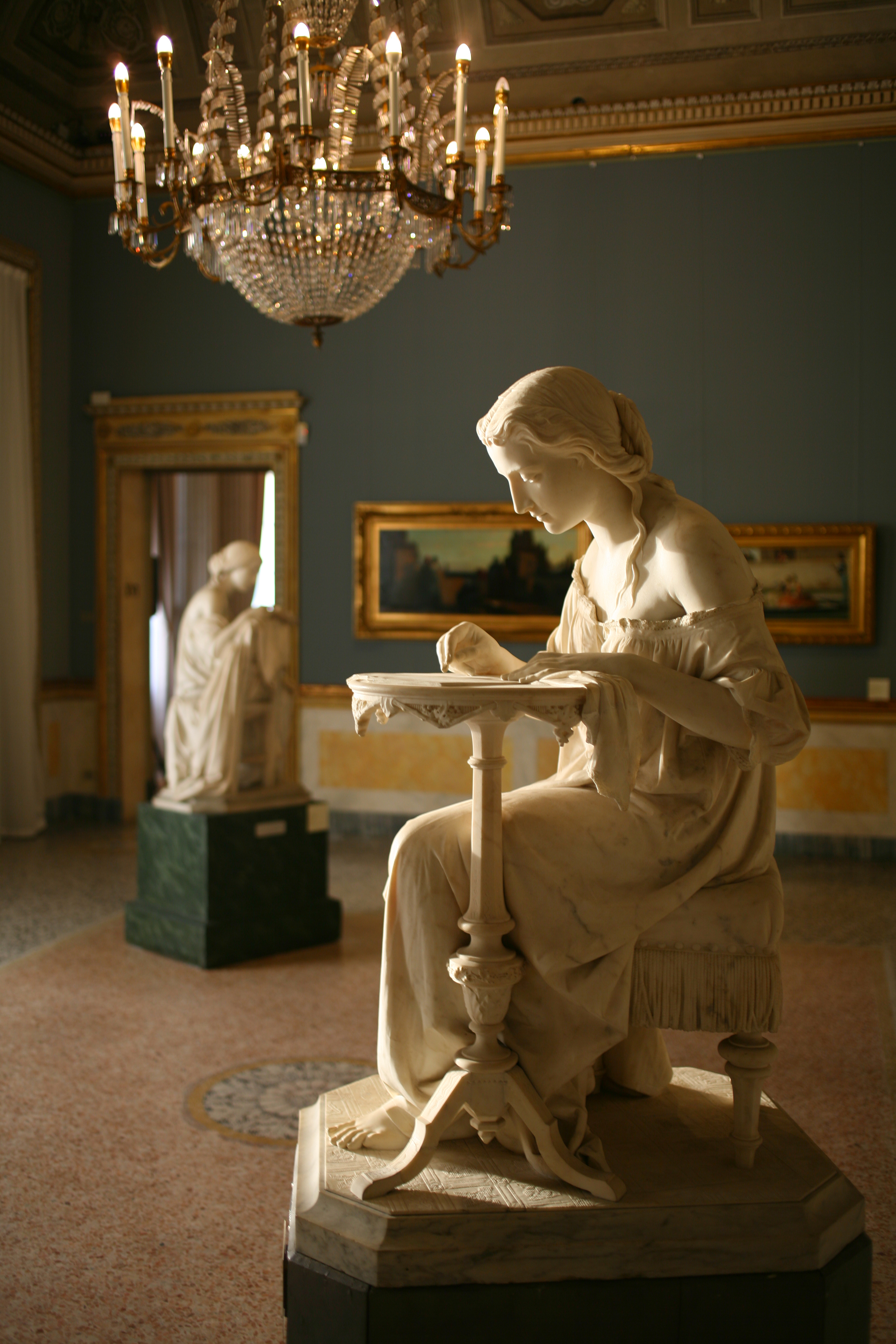
Fanciulla intenta a scrivere, 1866